# 花見正樹
花見 正樹（はなみ まさき、1936年1月5日 - ）は、日本の作家、占い師。日本文芸学院所属。開運堂スクール主宰。

## 略歴
東京都世田谷区出身。東京都立第三商業高等学校、工学院大学専門学校応用科学部卒業。

## 出演番組
山口放送
- どよーDA!
- さわやかモーニング
- 土曜いい朝おはようワイド

NHK
- おはようジャーナル
- トライ&トライ
- 科学ドキュメント
- 国際情報
- 面白ビジネスユー
- ニュースセンター
- 満点クイズ
- 850ニュース
- 比べてみれば
- クローズアップ現代

フジテレビ
- トークシャワー
- おはよう!ナイスデイ
- ワイドワイドフジ
- FNNニュースレポート
- 映像クイズ・ア!知ッテレビジョン
- プロ野球ニュース
- ときめきプレヌーン
- どうなってるの
- 小川宏ショー
- 3時のあなた

テレビ朝日
- お昼のマイテレビ
- 熱血テレビ
- トレンディ
- ビバ健康法
- テレマップ
- ツナイトアフターヌーンショー
- ニュースファイル
- ニュースステーション
- プレステージ
- ミスターサンデー
- ときめき生情報

日本テレビ
- それは秘密です
- まるとく生情報
- あさ6生情報
- NNNきょうの出来事
- NNNニュースプラス1
- おもしろ博士クイズ
- クイズ世界はSHOW by ショーバイ!!
- THE・サンデー
- 11PM
- 謎のカーテン!?
- 歌のトップテン

TBSテレビ
- テレポートTBS6
- ムーガ
- キャッチアップ
- 朝のホットライン
- 3時に会いましょう
- サンデーモーニング
- 噂の!東京マガジン
- そこが知りたい

テレビ東京
- ビジネスニュース
- 歌謡マガジン

その他（放送局）
- CNN放送（アメリカ）
- BBC放送（イギリス）
- ロシア国営放送
- スイス国営放送
- 文化放送
- テレビ岩手
- 神奈川放送
- 東海放送
- 山形放送
- 関西テレビ
- ニッポン放送
- 九州朝日放送
- サンテレビ